# BWT Bau
Die BWT Bau AG mit Sitz in Winterthur-Wülflingen ist eines der ältesten Bauunternehmen im Kanton Zürich. Das 1840 von Johann Georg Deller gegründete Traditionsunternehmen beschäftigt heute rund 300 Mitarbeiter.

## Tätigkeitsgebiet
Das Haupttätigkeitsgebiet der BWT Bau AG ist der Umbau und die Sanierung von Gebäuden. Dazu gehört der Neu- und Umbau sowie die Renovation und die Sanierung wertvoller Bausubstanz. Weitere Tätigkeiten des Bauunternehmens sind Abbrucharbeiten, Anbauten, Ausbauten, die Bearbeitung von Beton. Auch ist die BWT Bau AG im Bereich der Beseitigung von Schadstoffen wie Asbest, PCB, PAK und weiteren Schadstoffen sowie der Erfüllung von Vorschriften bezüglich Brandschutz, Erdbebensicherheit oder Denkmalpflege zuständig.

## Gründerfamilie und frühe Entwicklung
Der 1808 geborene Maurermeister Johann Georg Deller stammte aus einer alteingesessenen Wülflinger Familie. Er war mit Anna Deller, geborene Huber, verheiratet, mit der er drei Kinder hatte: Felix Deller, Regula Deller und Luise Deller. Ab dem Jahr 1835 begann Johann Georg Deller kleinere Maurerarbeiten auf eigene Rechnung zu tätigen. 1840 gründete er schliesslich ein Einzelunternehmen, das den Grundstein der späteren BWT Bau AG bildete. 1859 zogen er und seine Frau Anna mit den drei Kindern in das Haus „Zum Schützen“ an der Wieshofstrasse 53, wo ein Werkplatz mit einem Magazin eingerichtet wurde. Einige Jahre später wurde sein Sohn Felix Deller-Benz an der Firma beteiligt. 1865 trat Christian Müller, Maurermeister aus Neftenbach, der mit Johann Georg Dellers Tochter Regula Deller verheiratet war, in die Firma ein. Infolgedessen wurde der Name der Firma auf Deller & Müller geändert. Das dritte Kind des Firmengründers, Luise Deller, war mit Heinrich Müller, von Gächlingen (SH), verheiratet. Die Familie war jedoch nicht an der Firma beteiligt, und später wanderte ein Teil dieses Familienzweiges nach Italien aus.

Winterthur-Wülflingen im Jahr 1919

1878 erwarb die Firma Deller & Müller schliesslich das Sägewerk und die Zimmerei an der Wülflingerstrasse, die noch heute Sitz und Werkplatz der BWT Bau AG sind. Im Jahr 1879 verstarb der Firmengründer Johann Georg Deller im Alter von einundsiebzig Jahren.

## Spätere Entwicklung
1919, ein Jahr nach dem Ende des Ersten Weltkriegs wäre die Firma beinahe aufgegeben worden. Doch entschied man sich schliesslich, den Betrieb doch weiterzuführen und änderte den Namen auf «AG Baugeschäft Wülflingen». Die 1925 einsetzende Bautätigkeit führte für das Unternehmen zu einem grossen Aufschwung. Der gesamte technische Betrieb und die maschinellen Einrichtungen wurden erneuert. Ende der 1990er Jahre wurde das Unternehmen mit der AG Baugeschäft Turbenthal und der U. Bonomo Söhne AG zur BWT Bau AG verschmolzen. Verwaltungsratspräsident der BWT Bau AG ist seit 2001 Philipp Jöhr, ein direkter Nachkomme des Firmengründers Johann Georg Deller in sechster Generation.